# Inland Electronic Navigational Chart
Inland Electronic Navigational Charts (IENC; deutsch elektronische Navigationskarten für Binnenschifffahrtsstraßen) werden in Deutschland von der Wasserstraßen- und Schifffahrtsverwaltung des Bundes (WSV) hergestellt und herausgegeben.
Die Inland ENC ist eine bezüglich Inhalt, Struktur und Format standardisierte, dateibasierte Datenbank, zum Gebrauch mit Inland ECDIS – den Navigationssystemen der Binnenschifffahrt.
Sie basiert auf dem Inland ECDIS Standard.

## Definition
Die International Inland ENC Harmonization Group IEHG definiert IENC wie folgt:
Inland Electronic Navigational Chart (IENC) is formally defined as: the database, standardized as to content, structure and format, for use with inland electronic chart display and / or information systems operated onboard of vessels transiting inland waterways. An IENC is issued by or on the authority of a competent government agency, and conforms to standards initially developed by the International Hydrographic Organization (IHO) and refined by the Inland ENC Harmonization Group. An IENC contains all the chart information necessary for safe navigation on inland waterways and may contain supplementary information in addition to that contained in the paper chart (e.g., sailing directions, machine-readable operating schedules etc.) which may be considered necessary for safe navigation and voyage planning.
(deutsch Elektronische Navigationskarten für Binnenschifffahrtsstraßen (IENC) sind formal definiert als eine Datenbank, standardisiert nach Inhalt, Struktur und Format, zur Verwendung auf Inland ECDIS - den Navigationssystemen der Binnenschifffahrt - an Bord von Schiffen, die sich auf Binnenwasserstraßen bewegen. Eine IENC wird von oder im Auftrag von einer zuständigen Behörde ausgestellt und entspricht zunächst den Standards der Internationalen Hydrographischen Organisation (IHO), welche für Binnenwasserstraßen durch die Inland ENC Harmonisierung Group (IEHG) angepasst bzw. erweitert werden. Eine IENC enthält alle für eine sichere Navigation auf Binnenwasserstraßen notwendigen Karteninformationen und kann zusätzlich zu den Informationen in der Papierkarte ergänzende Angaben enthalten (z. B. Fahrtrichtungen, maschinenlesbaren Schleusenbetriebszeiten usw.), die für eine sichere Navigation und Reiseplanung als notwendig erachtet werden.)

## Inhalte
Wenn die Verwendung der Inland ENC zu Navigationszwecken erfolgt, müssen mindestens folgende Objektarten vorhanden sein:
- Uferlinie bei Mittelwasser
- Uferbauwerke (Buhnen, Leitwerke)
- Umrisse der Schleusen und Wehre
- Fahrrinnengrenzen (soweit vorhanden)
- Isolierte Gefahrenstellen in der Fahrrinne unter und über Wasser (Brücken, Freileitungen, Düker)
- Schifffahrtszeichen (Tonnen, Baken, Lichtzeichen, Tafelzeichen, …)
- Wasserstraßenachse mit Kilometern und Hektometern

Zusätzlich zu diesen Mindestinhalten werden in den offiziellen Inland ENCs der Wasserstraßen- und Schifffahrtsverwaltung des Bundes weitere Informationen, wie z. B.:
- Gebiete mit Einschränkungen
- Anlegestellen der Berufsschifffahrt (Personen und Güter)
- Kilometrierung der Wasserstraße

dargestellt.
Wenn die Inland ENC im Inland ECDIS-Navigationsmodus verwendet werden, muss die jeweils zuständige Behörde für jede Wasserstraße innerhalb ihrer geografischen Verantwortlichkeit die Objekte der Mindestinhalte geprüft haben. Diese Behörde erklärt anschließend die Inland ENC als für den Navigationsmodus geeignet.

## Blattschnitt
Die einzelnen Inland-ENC-Dateien werden auch Cells genannt. Sie beschreiben grundsätzlich einen 10-km-Abschnitt einer Wasserstraße. Ausnahmen bestehen dort, wo eine Wasserstraße in eine andere übergeht (z. B. Main-Donau-Kanal/Donau), dort werden die Größe der „letzten“ Cell/Datei des Wasserstraßenabschnitts den Erfordernissen angepasst.

## Dateibenennung
Diese Dateien („Cells“) erhalten einen unverwechselbaren Namen, der sich wie folgt zusammensetzt:
CC P RR(R) (D)DD.EEE
| CC    | Herstellercode 1W für Binnenschifffahrtskarten der deutschen Wasserstraßen- und Schifffahrtsverwaltung des Bundes (Die Bezeichnung DE wird nur für elektronische Seekarten im ECDIS-Format des Bundesamtes für Seeschifffahrt und Hydrographie, Hamburg/Rostock verwendet.) Der Herstellercode für Inland ENCs der deutschen Wasser- und Schifffahrtsverwaltung des Bundes wurde 2004 auf 1W umgestellt. Die Inland ENC (Ausgabe Oktober 2004) sind alle mit diesem Herstellercode erstellt. |
| P     | Usage-Nummer = engl. Bezeichnung - Verwendungszweck der Cell - 7 = river - Navigation auf Binnenschifffahrtsstraßen. (Basiszellen) - 8 = river harbour - für Navigation in Häfen der Binnenschifffahrtsstraßen. (Basiszellen) - 9 = river berthing - detaillierte Informationen für Anlegemanöver auf Binnenschifffahrtsstraßen. (Basiszellen) - A = overlay - Overlay-Zelle, z. B. Tiefeninformationen, die in Verbindung mit einer Basiszelle anzuzeigen ist. (alt: 5 = harbour - Navigation auf Binnenschifffahrtsstraßen) |
| RR(R) | Wasserstraßencode (3-stellig bei 2-stelliger Wasserstraßen-Kilometrierung) - BSK = Berlin-Spandauer Schifffahrtskanal - D2 = Donau von km 2000 bis zum Ende des für die Binnenschifffahrt nutzbaren Bereiches - DEK = Dortmund-Ems-Kanal - EH = Elbe-Havel-Kanal - EL = Elbe - EMS = Ems - ES = Elbe-Seitenkanal - HO = Havel-Oder-Wasserstraße / Westoder - LA = Lahn - MA = Main - MD = Main-Donau-Kanal - ML = Mittellandkanal - MO = Mosel - NE = Neckar - NOK = Nord-Ostsee-Kanal - OD = Oder - RH = Rhein - RHK = Rhein-Herne-Kanal - RU = Ruhr - SKH = Stichkanal Hildesheim - SLK = Stichkanal Hannover-Linden - SKO = Stichkanal Osnabrück - SKS = Stichkanal Salzgitter - SL = Saale - SO = Spree-Oder-Wasserstraße - SR = Saar (ehemals: SA) - UH = Untere Havel-Wasserstraße (Spandau - Plaue) - UWE = Unterweser (von UWE km 0,00) - WD = Wesel-Datteln-Kanal - WE = Mittelweser (bis km 366,65/UWe 0,00) |
| (D)DD | Wasserstraßen-Kilometrierung (2-stellig bei 3-stelligem Wasserstraßencode) 530 = Anfangskilometer der Cell |
| EEE   | Dateierweiterung 000 = Basiscell im offiziellen Austauschformat 001 = erstes Update 002 = zweites Update |

Beispiel:
- 1W7RH530.000 (offizielle Inland ENC der deutschen WSV für Rhein, km 530,0 bis 539,9)
- 1W7D2300.000 (offizielle Inland ENC der deutschen WSV für Donau, km 2300,0 bis 2309,9)
- 1W7BSK05.000 (offizielle Inland ENC der deutschen WSV für Berlin-Spandauer Schifffahrtskanal, km 0,98 bis 7,56)

Im Cell-Header sind die Editionsnummer und das Herstellungsdatum (Issue-Date) abgelegt. Diese Daten werden in den Installations-Nachweisen hinterlegt. Das Ausgabedatum der aktuellen Inland ENCs der deutschen WSV sind in den Tabellen aufgeführt.

## Inland ENC als Kartendienst
Neben der Verwendung der Inland ENC auf Navigationssystemen der Binnenschifffahrt „Inland ECDIS“ hat die Wasserstraßen- und Schifffahrtsverwaltung des Bundes auf ihrer Homepage einen Web Map Service veröffentlicht. Diesen gemäß OGC WMS-Spezifikation standardisierten Kartendienst kann jedermann in entsprechende Clientsoftware zur Darstellung von Web Map Services einbinden. Zusätzlich zum o. g. WMS stehen auch noch ein WMTS und ein Einzellayer-WMS zur Verfügung. Letzterer gestattet es, einzelne Objektarten (Layers) des WMS ein- und aus zu schalten.

## Dienste
- www.elwis.de ELWIS - Elektronisches Wasserstraßen-Informationssystem der Wasserstraßen- und Schifffahrtsverwaltung des Bundes (Deutschland). Abgerufen am 24. September 2014.